# Pedro Elsa

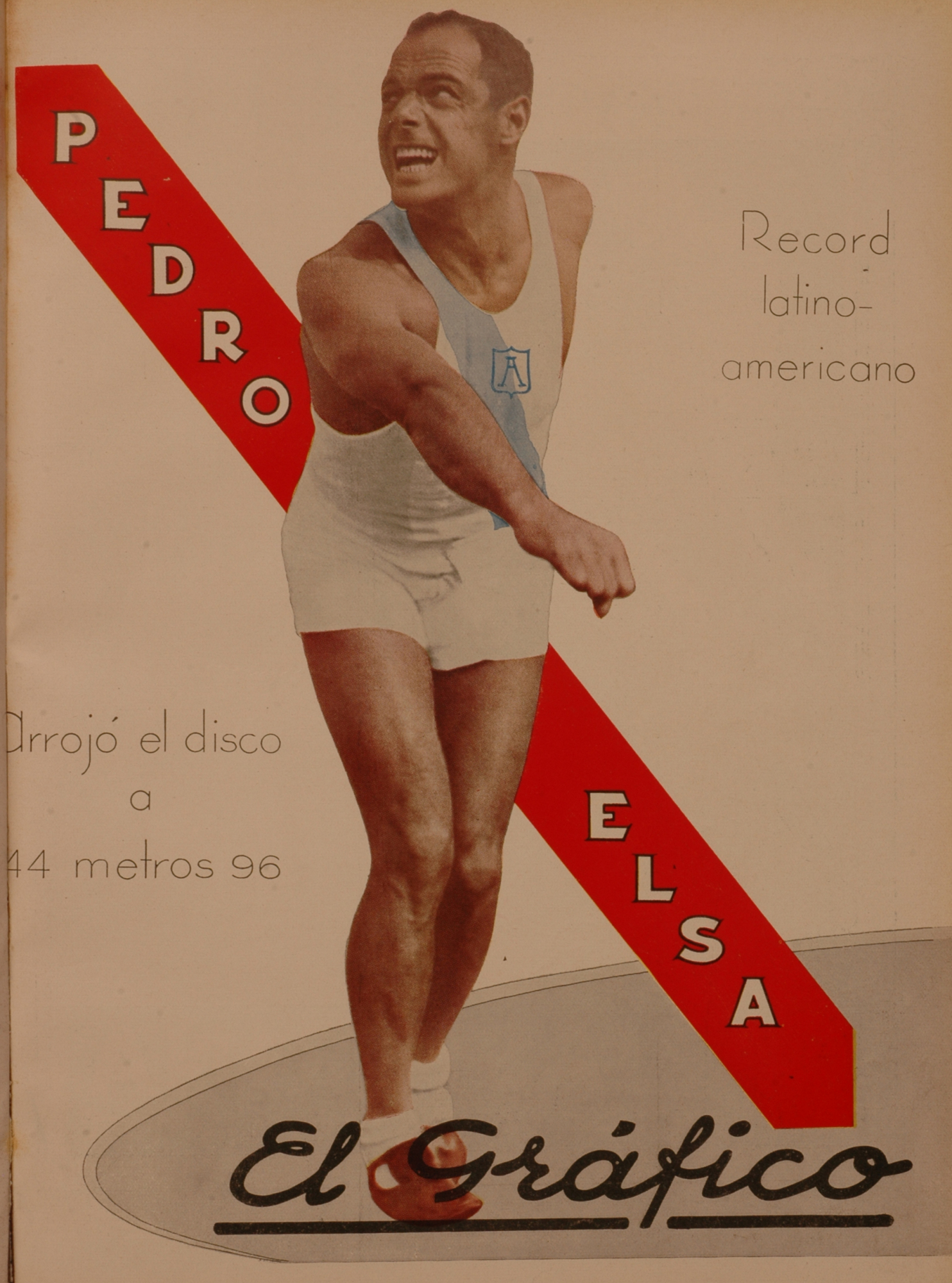
Pedro Elsa

Pedro Elsa (* 28. Oktober 1901 in Buenos Aires, Argentinien; † unbekannt) war ein argentinischer Leichtathlet.
Der 1,78 m große Diskuswerfer und Kugelstoßer nahm mehrfach an den Südamerikameisterschaften teil. Zudem trat er bei den Olympischen Spielen 1932 in Los Angeles an und konnte dort den 18. Platz mit dem Diskus (34,36 m) sowie den 14. Platz beim Kugelstoßen (11,77 m) belegen.
Insgesamt konnte er in seiner Karriere neben der zuvor erwähnten olympischen Platzierung die folgenden Erfolge bei Südamerikameisterschaften im Diskuswurf erzielen:
- 1926: 2. Platz
- 1927: Südamerikameister
- 1929: 2. Platz
- 1933: 2. Platz